# Ismael Santos
Ismael Fabián Santos Rodríguez (Ourense, 26 aprile 1972) è un ex cestista spagnolo.

## Palmarès
- Campionato spagnolo: 2

Real Madrid: 1992-93, 1993-94
- Copa del Rey: 1

Real Madrid: 1993
- Coppa dei Campioni: 1

Real Madrid: 1994-95
- Eurocoppa: 1

Real Madrid: 1996-97
- Coppa Italia: 1

Pall. Treviso: 2000